# Eilema nyasana
Eilema nyasana är en fjärilsart som beskrevs av Embrik Strand 1912. Eilema nyasana ingår i släktet Eilema och familjen björnspinnare. Inga underarter finns listade i Catalogue of Life.